# Луиза Прусская (1770—1836)
Фридерика Доротея Луиза Филиппина Прусская (нем. Friederike Dorothea Luise Philippine von Preußen; 24 мая 1770, Берлин — 7 декабря 1836, Берлин) — принцесса Прусская, в замужестве княгиня Радзивилл.

## Биография
Луиза — дочь Августа Фердинанда, младшего брата Фридриха Великого, и его супруги Анны Елизаветы Луизы Бранденбург-Шведтской, дочери маркграфа Фридриха Вильгельма. Луиза приходилась сестрой принцу Луи Фердинанду, согласно нескольким источникам биологическим отцом Луизы скорее является граф Фридрих Вильгельм Карл фон Шметтау.
17 марта 1796 года в Берлине Луиза вышла за неравного ей по положению польского вельможу-католика Антона Радзивилла (1775—1832). Брак с князем-композитором, на котором настояла энергичная принцесса, оказался счастливым. После битвы при Йене и Ауэрштедте Луиза в 1806 году вместе с прусским двором бежала и в изгнании вместе с королевой Луизой и принцессой Марианной принадлежала к патриотически настроенным антифранцузским кругам, боровшимся за восстановление прусского государства. Луиза поддерживала дружеские связи с Бартольдом Георгом Нибуром, Доротеей Курляндской, Вильгельмом фон Гумбольдтом, Августом Нейдхардтом фон Гнейзенау, Карлом фон Клаузевицем и Генрихом Фридрихом Карлом фон унд цум Штейном. Об отстранении последнего от службы она горько сожалела и активно участвовала в его восстановлении на должности.
Вместе с супругом в своём берлинском доме во дворце Радзивиллов на Вильгельмштрассе Луиза принимала многочисленных деятелей искусства и учёных, с которыми она общалась без лишних придворных церемоний. В 1796—1815 годах Луиза содержала у себя литературный салон.
С 1816 года Луиза проживала в Познани, где её супруг служил наместником великого герцогства. Там она основала приюты для бедных и другие благотворительные учреждения. Сыновья Луизы воспитывались в католицизме, а дочери — протестантками. Луиза очень сожалела, что её дочь Элизу Радзивилл сочли недостойной партией для будущего императора Германии Вильгельма I.

## Потомки
- Вильгельм (1797—1870), женат на княжне Елене Радзивилл (1805—1827), затем на графине Матильде Кристине Клари-Альдринген (1806—1896)
- Фердинанд Фридрих (1798—1827)
- Луиза («Лулу») (1799—1809)
- Элиза (1803—1834)
- Богуслав (1809—1873), женат на графине Леонтине Габриэле Клари-Альдринген (1811—1890)
- Август Генрих Антон (1811—1831)
- Ванда (1813—1845), замужем за князем Адамом Константином Чарторыйским (1804—1880)